# Kloster Schönfeld
Schönfeld war ein Benediktinerinnen-Kloster, das bei der jetzigen rheinland-pfälzischen Stadt Bad Dürkheim lag. Es sind keine baulichen Überreste vorhanden.

## Örtlichkeit
Das Kloster befand sich östlich des heutigen Gradierwerkes Bad Dürkheim bzw. der parallel daran vorbeiführenden Gutleutstraße, etwa auf dem Gebiet des Evangelischen Krankenhauses. Es wurde nach seiner Aufhebung in eine Salzsaline umgebaut, von der, nordöstlich des Krankenhauses, noch der schlossartige barocke Verwaltungstrakt steht. Auch die heutige Straße „Im Nonnengarten“ befindet sich im ehemaligen Klosterbereich und erinnert an den Benediktinerinnenkonvent.

## Geschichte

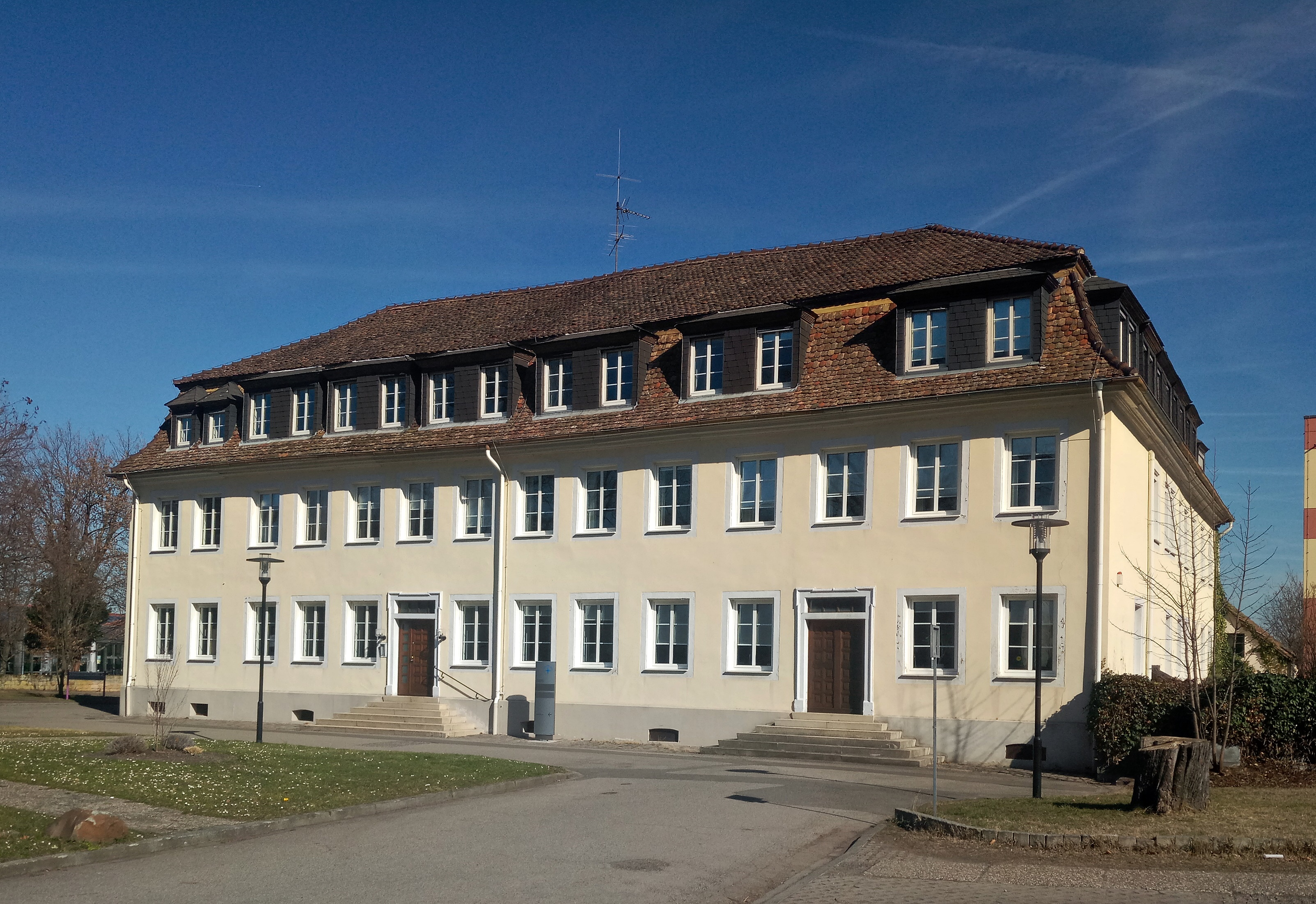
Ältestes Gebäude im ehem. Klosterbereich. Historisches Verwaltungsgebäude der Saline Philippshall, später Salzamt, heute Verwaltung des Ev. Krankenhauses

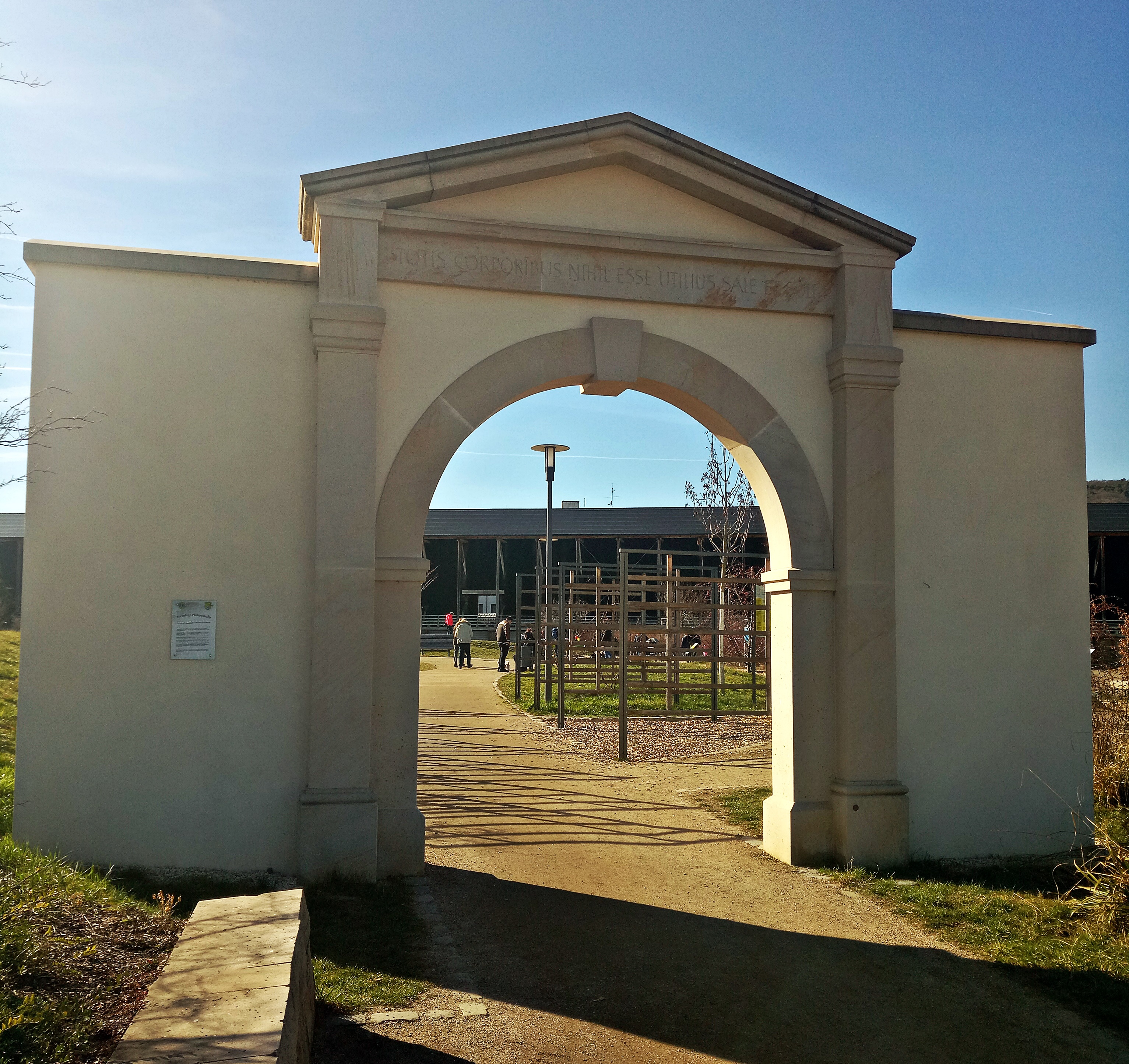
Das neue Salinentor, geschaffen nach dem alten Vorbild

Entstehung und Gründung liegen im Dunkeln. Schönfeld wird laut Johannes Trithemius schon 1136 genannt und hatte St. Anna zur Kirchenpatronin. 1176 ist die Befreiung aller seiner Güter vom Zehnten, durch den Oberherrn Abt Rudiger von Limburg urkundlich belegt, wobei es sich jedoch um eine Bestätigung schon älterer Rechte zu handeln scheint. Die nächste urkundliche Erwähnung erfolgte 1247, beim Erwerb eines nahen Spitals mit zugehörigem Garten. Der Abt von Limburg übte die Oberaufsicht aus, die Grafen von Leiningen besaßen die Schutzvogtei. Beim Kloster befanden sich salzhaltige Quellen, die 1338 und 1387 vom Kloster Limburg den Leiningern zu Lehen übergeben wurden, mit Ausnahme des besten Brunnens, worüber ein Haus gebaut sei.
Unter der Äbtissin Christina erließ der Speyerer Bischof Sigibodo II. von Lichtenberg 1304 neue Vorschriften für das damals blühende Kloster, 1376 erlitt es in einer Fehde schwere Beschädigungen.
Bischof Reinhard von Speyer ließ das dortige Klosterleben 1443 reformieren, da sich Missstände eingeschlichen hatten. Auch Graf Emich von Leiningen beklagte sich 1457 über die Schönfelder Schwestern, worauf sie Bischof Siegfried zur ernstlichen Besserung ermahnte.
Ab 1472 wurden die Nonnen im Kloster Schönfeld durch Cölestiner aus Oybin, einem benediktinischen Männerorden, ersetzt. Der Cölestinerprior Michael Goltz urkundet noch 1498, 1500 erscheint jedoch schon der Wormser Weihbischof Johannes Dieburger als Eigentümer, den Graf Emich IX. von Leiningen 1502 aufforderte „das Kloster in geistlichen und weltlichen Dingen zu handhaben, in keine fremden Hände kommen zu lassen und seinen Gottesdienst durch einen oder mehrere allda zu bestellende Leutpriester oder Ordensmänner zu besorgen.“ Die Cölestiner hatten den Konvent 1499 aufgegeben. 1510 scheint der Graf von Leiningen das Kloster an sich gebracht zu haben, da er dessen Güter verpachtete. Er war seit 1512 mit der Reichsacht belegt, als deren Vollstrecker ihm Kurfürst Ludwig V. von der Pfalz Schönfeld entriss. Dieser gab das Kloster an die Abtei Limburg zurück, die es bis zur Einführung der Reformation mit einem Meister (Priester und Verwalter) sowie einem Gutsbauern besetzte.
1571 säkularisierte die Kurpfalz das Kloster Limburg und mit ihm auch seinen Filialkonvent Schönfeld. Die Güter fielen an den Staat. 1595 gab Kurfürst Friedrich IV. Schönfeld mit seiner Salzquelle dem Adligen Bernhard von Mentzingen zur Pacht, mit der Auflage, das Kloster in eine Saline umzuwandeln und dort Salz herzustellen. Mit Unterbrechungen in Kriegszeiten existierte diese Saline, genannt „Philippshall“, bis 1913, als die Salzproduktion eingestellt wurde. Das um 1847 zuletzt errichtete Gradierwerk ist der markanteste Rest dieser Salzfabrik und existiert, zu Heilzwecken genutzt, bis heute. Es steht aber nicht auf dem ehemaligen Klostergelände. Dort ist jetzt das Evangelische Krankenhaus angesiedelt, bei dessen rückwärtigem Verwaltungsgebäude es sich um die alte Salinenverwaltung bzw. das spätere Salzamt handelt. Das schlossartige Gebäude stammt aus der Mitte des 18. Jahrhunderts. Noch im 19. Jahrhundert war der Klosterbereich, in dem sich die Hauptgebäude der Saline befanden, deutlich erkennbar und mit einer Mauer umgeben.
In einer Beschreibung von 1857 heißt es: „Östlich von Dürkheim, fast 10 Minuten davon entfernt, liegt die noch zur Gemeinde gehörige Saline Philippshall, deren lange Gradierhäuser das zwischen der Saline und der Stadt gelegene Wiesenthal quer durchziehen... Die Hauptgebäude der Saline sind ziemlich ausgedehnt und mit einer Mauer umgeben... Zugleich liegen in dem Umfang der Mauern einige von den Beamten benutzte Gärten. Das ganze kann durch ein Tor völlig abgeschlossen werden und gewährt jetzt noch den Anblick eines Klosters, wie es denn ein solches ehemals auch war und Schönfeld genannt wurde.“
Das frühere Eingangstor zum Salinengelände bzw. ehem. Klosterbereich, das allerdings erst vom Ende des 18. Jahrhunderts stammte, wurde 1964, beim Bau des Krankenhauses abgetragen und sollte wieder aufgebaut werden. Da die Teile verloren gingen hat man 2015 eine originalgetreue Replik geschaffen, die nun jedoch nicht mehr am Originalstandort, sondern östlich vor dem Gradierwerk, an der Gutleutstraße steht.